# 블룸버그 비즈니스위크

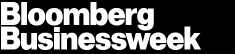

《블룸버그 비즈니스위크》(Bloomberg Businessweek)는 블룸버그 L.P.가 발간하는 비즈니스 잡지이다. 초판은 1929년 《더 비즈니스 위크》(The Business Week)라는 이름으로 발행되었으며, 2010년까지는 《비즈니스위크》(BusinessWeek)라는 이름으로 발행되었다. 당시 맥그로-힐 출판사의 사장 맬컴 뮤어(Malcolm Muir)가 창간을 주도하였다. 미국 내 경쟁 잡지에는 2주에 한 번씩 발행되는 《포춘》 및 《포브스》가 있다.
2005년 《비즈니스위크》는 유럽판과 아시아판 발행을 중단하였다. 맥그로-힐은 2005년 12월 7일 배포한 보도자료에서, 맥그로-힐은 앞으로 각 지역판 《비즈니스위크》가 아니라 세계 단일판 《비즈니스위크》를 출판할 것이라고 밝혔다.
1988년 이래로 《비즈니스위크》는 미국 경영대학 MBA 프로그램 순위를 매년 게재하고 있다. 2006년에는 학부 경영대학 순위로 발간하였다.
2007년 10월 12일 《비즈니스위크》는 잡지 디자인을 쇄신하였다. 4년 만에 있는 일이었다. 회사 간부 생활(Executive Life) 섹션을 없애고 뉴스와 글로벌 뉴스 커버리지의 분량을 늘렸다.
한국 내 배포되는 비즈니스위크는 홍콩에서 인쇄되며, 공식구독센터를 통해 판매, 배포했었다. 지금은 한국전용 공식구독센터는 보이지 않는다.

## 같이 보기
- 인터내셔널 디자인 엑셀런스 어워드